# Begonia tribenensis
Begonia tribenensis là một loài thực vật có hoa trong họ Thu hải đường. Loài này được C.R.Rao mô tả khoa học đầu tiên năm 1969.